# Klistron refleksowy

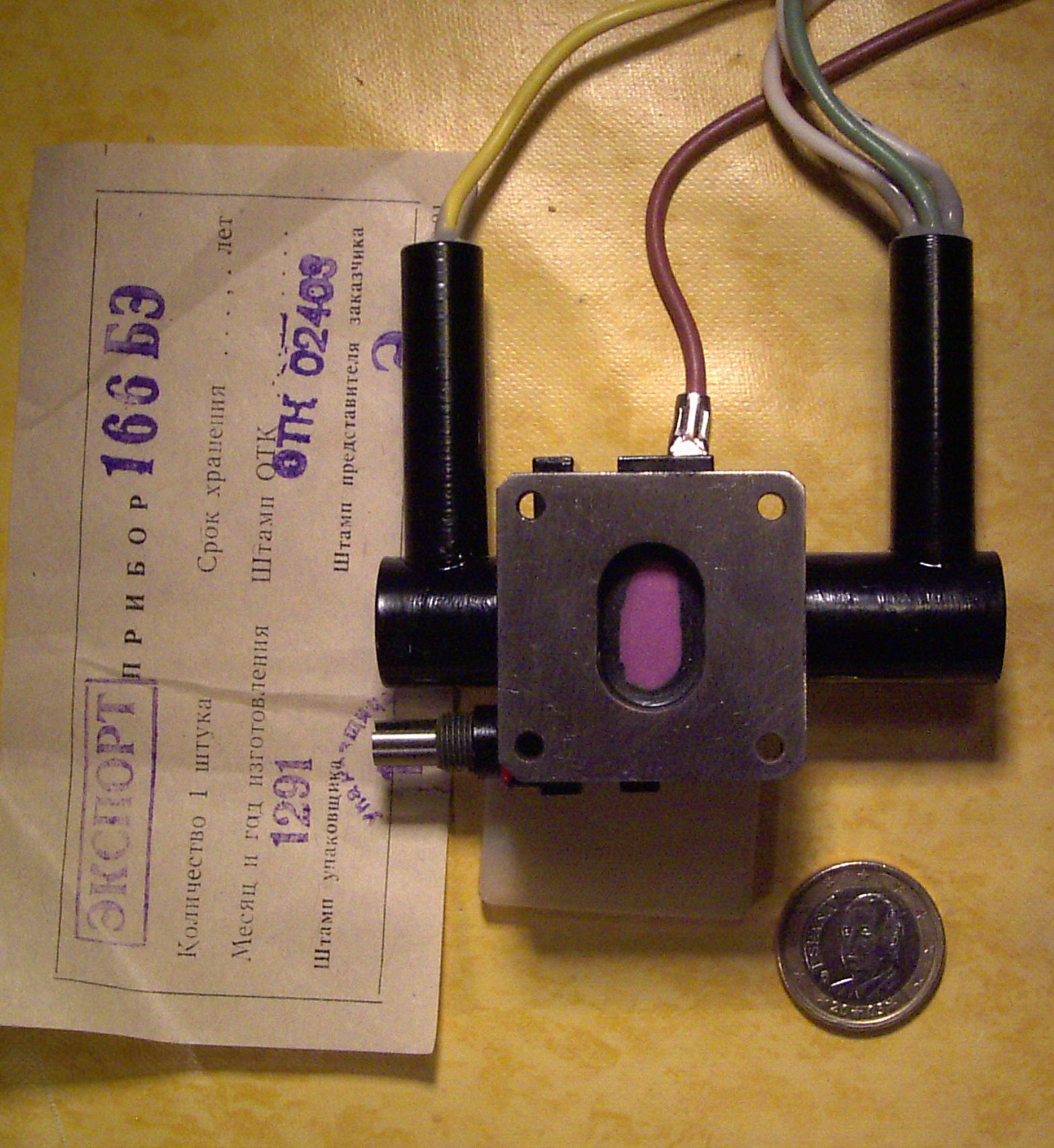
Klistron refleksowy K-166BE, produkcji radzieckiej

Klistron refleksowy  – generacyjna lampa mikrofalowa, posiadająca w odróżnieniu od klistronu dwuobwodowego jeden rezonator.
Elektrony po opuszczeniu wyrzutni przelatują przez szczelinę rezonatora, następnie są zawracane z powrotem do tej szczeliny za pomocą elektrody spolaryzowanej ujemnie (względem katody), zwanej reflektorem. Również w tym typie klistronu elektrony poruszając się z powrotem w kierunku rezonatora grupują się – elektrony szybsze doganiają wolniejsze powracając do szczeliny "paczkami", a nie jako jeden ciągły strumień. Sprawność klistronów refleksowych jest niewielka i nie przekracza kilku procent. Mają one zastosowanie w odbiornikach mikrofalowych jako generatory heterodynowe oraz jako źródła mocy w generatorach pomiarowych.